# Улица Кустодиева
Улица Кусто́диева — улица в Выборгском районе Санкт-Петербурга. Проходит от Поэтического до Сиреневого бульвара.

## История
Была проложена в районе новостроек в 1974 году. Дома относятся к 600-й и 602-й сериям крупнопанельного домостроения.
15 июля 1974 года улица получила название улица Кустодиева в честь русского художника Бориса Кустодиева (1878—1927).
В 1975 году на улицу Кустодиева в дом 18 переехала школа-лаборатория № 112.
27 февраля 1979 года произошло обрушение смонтированного дома 10, корпус 1; впоследствии дом был построен заново. Дом 4, корпус 1 был демонтирован и также возведён заново.

## Пересечения
Улица Кустодиева пересекает или граничит со следующими улицами:
- Поэтический бульвар
- проспект Просвещения
- Сиреневый бульвар

## Транспорт
Ближайшая к улице Кустодиева станция метро — «Проспект Просвещения» 2-й (Московско-Петроградской) линии.